# 村田屋治郎兵衛
村田屋 治郎兵衛（むらたや じろべえ、生没年不詳）は江戸時代の江戸の地本問屋。

## 来歴
栄邑堂、村治と号す。村田屋次郎兵衛とも。享保から文政期に通油町北側五市兵衛店（文化期）、後に文化末に横山町1丁目、文化13年（1816年）に田所町新町、文政7年（1824年）には深川佐賀町で営業している 。文政7年に刊行された『江戸買物独案内』に書物問屋として載る。一枚絵以外に草双紙、噺本、滑稽本を多く刊行している。伝奥村政信とされる丹絵、鳥居清倍、羽川和元、広瀬重信、西村孫三郎、鳥居清信の漆絵、清信、鳥居清重、石川豊信の紅絵、鳥居清広、北尾重政の紅摺絵、勝川春章、勝川春潮、喜多川歌麿、歌川豊国、歌川国芳らの錦絵などを出版している。

## 作品
- 無款（伝奥村政信） 『八百屋お七と古姓吉三郎』 大々判 丹絵 享保前期ころ
- 鳥居清倍 『三条勘太郎の静御前』 細判 漆絵 享保13年
- 羽川和元 『山下金作の懐中鉄漿うりせりふ』 細判 漆絵 享保
- 広瀬重信 『三ぷく対』 細判三丁掛 漆絵 享保ころ
- 西村孫三郎 『紅葉狩』 細判 漆絵 享保17年の絵暦
- 鳥居清信 『初世荻野伊三郎の女こ嶋ちやうせん女花いくさ出は』 細判 漆絵 元文3年
- 鳥居清信 『紅絵三幅対』
- 鳥居清重 『二代目松本幸四郎の不破伴左衛門』 柱絵判 紅絵 寛保頃
- 石川豊信 『江戸吉原三幅対』 幅広柱絵 紅絵 寛保延享ころ
- 鳥居清広 『雁金五人男』 細判三丁掛 紅摺絵 宝暦6年
- 北尾重政 『市川高麗蔵の義貞と瀬川菊之丞の小山田太郎妹いつき』 大々判 紅摺絵 明和4年
- 勝川春章 『中村里好の揚巻』 大判 錦絵 天明4年
- 勝川春潮 『柳の庭』 大判2枚続 錦絵 天明中期
- 勝川春潮 『美人聯』
- 喜多川歌麿 『娘日時計』 大判5枚揃 錦絵 寛政中期
- 喜多川歌麿 『当流風俗通』
- 歌川豊国 『尾上松助のお祭佐七』
- 歌川国芳 『東都富士見三十六景』 横大判 錦絵揃物 弘化